# Lärmrente
Lärmrente ist die Bezeichnung für ein befristetes Schmerzensgeld für Anwohner von Flughäfen, die auf Schallschutz warten.

## Geschichte
Eine Lärmrente ist zuerst in München gezahlt worden, denn der neue Flughafen dort hatte sich damals in einem Vergleich verpflichtet, ungeschützten Bürgern monatlich einen Prozentsatz der Schallschutzbausumme auszubezahlen. In München mussten die Flughafenbetreiber – bis das Problem Lärmschutz gelöst war – allen leidenden Anwohnern eine Lärmrente zahlen, so die Berliner Zeitung 1996.

## Aktuelle Diskussion in Berlin-Brandenburg
Im Fall des neu erbauten Flughafens „Willy Brandt“ Berlin-Brandenburg International wird es die geforderte Lärmrente für jene Anrainer nicht geben, die trotz Betroffenheit und trotz Zugehörigkeit zum zu fördernden Personenkreis noch keinen ausreichenden Schallschutz bei Inbetriebnahme des Flughafens haben werden.
Der „Münchener“ Begriff war 1996/97 kaum überregional im Gespräch, erst 2012 kam er deutschlandweit in Umlauf und hat seriöse Hürden überwunden: Eine Anhörung im Landtag des Landes Brandenburg verschaffte ihm Publizität und breite Zustimmung in den dort vertretenen Fraktionen. Im Hintergrund steht, dass erst knapp 1000 von 15500 lärmzuschützenden Fenstern in den Häusern jener Brandenburger Flughafenanwohner modernisiert sind und nur noch wenige Wochen bis zur Inbetriebnahme Anfang Juni 2012 Zeit wäre. Die 2. Flug-Lärmschutz VO misst Dauerschallpegel zur Beurteilung des Lärmschutzes, was die Betreiber aus Sicht der Bürgerinitiativen unterlaufen wollen. So sperrt sich Flughafenchef Schwarz gegen das Lärmrente-Konzept, da der Flughafen die Lärmschutzmaßnahmen nicht bewusst verzögert habe.